# .RAW
Albums de Laylow
Digitalova
(2017) .RAW-Z
(2018)
.RAW est le troisième EP du rappeur français Laylow, sorti le 19 juin 2018 sous le label DigitalMundo.

## Liste des pistes
| No  | Titre                   | Auteur       | Compositeur(s)                        | Durée |
| --- | ----------------------- | ------------ | ------------------------------------- | ----- |
| 1.  | .RAW                    | Laylow       | Mr. Anderson, Hitxchi                 | 2:42  |
| 2.  | Ciudad                  | Laylow       | Dioscures                             | 3:25  |
| 3.  | Éléphant                | Laylow       | Dioscures                             | 4:10  |
| 4.  | Pk tu m'intéresse       | Laylow       | Benjay                                | 3:46  |
| 5.  | Médaille                | Laylow       | Eazy Dew                              | 3:53  |
| 6.  | Action Men (feat. Wit.) | Laylow, Wit. | Mr. Anderson, Wit.                    | 2:49  |
| 7.  | Y2                      | Laylow       | Benjay                                | 3:13  |
| 8.  | Draxter                 | Laylow       | Mingo4u                               | 3:18  |
| 9.  | Hi-Fi                   | Laylow       | Dioscures                             | 4:46  |
| 10. | Avenue                  | Laylow       | Mr. Anderson, Banu, Benjay, Dioscures | 3:35  |

## Clips vidéos
- Ciudad : 26 avril 2018[1]
- Y2 : 24 mai 2018[2]
- Avenue : 15 juin 2018[3]